# Bible de Worms

Page de garde

Début de l'Évangile de Marc.

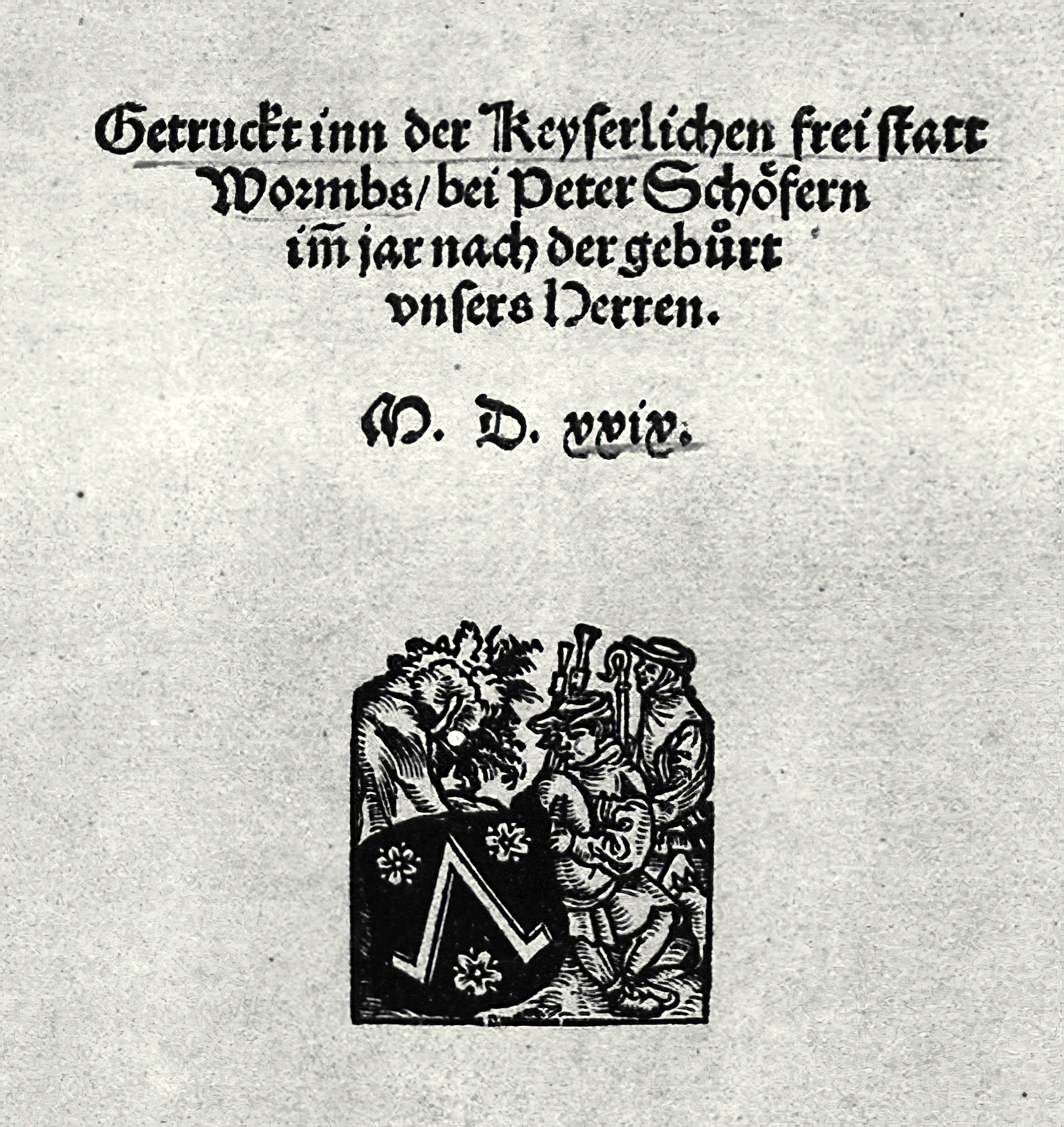
Note d'imprimeur avec les armoiries de Peter Schöffer.

La Bible de Worms (en allemand : Wormser Bibel, également appelée Schöffer-Bibel) est la première édition protestante de la Bible en allemand. Elle est publiée en 1529 sous le titre Biblia beyder Allt vnd Newen Testaments Teutsch par l'imprimeur Peter Schoeffer le Jeune (1475/1480-1547) à Worms en Allemagne.

## Contexte
En 1529, personne n'a encore traduit l'intégralité du texte biblique en l'allemand ; il n'existe que des éditions partielles en langue allemande. Au cours de la Réforme qui oppose la Bible aux dogmes de l'Église et affirme que ses textes constituent la base principale de la foi chrétienne, il devient crucial pour de nombreux lecteurs de pouvoir accéder au texte, même sans connaissance de l'hébreu, du grec ancien ou du latin (vulgate). Un énorme marché s'ouvre alors pour les éditions de la Bible en langue allemande.

## Rédaction
Schöffer utilise les textes déjà publiés - il n'existe pas de droit d'auteur à l'époque - et combine les parties déjà publiées de la Bible de Zurich, la traduction du Nouveau Testament de Martin Luther de 1522 et les textes prophétiques de l'Ancien Testament basés sur la traduction des Nevi'im imprimée deux ans plus tôt par Ludwig Haetzer (en) et Hans Denck (en). En tant que traducteur et compilateur de la Bible de Worms, le prédicateur anabaptiste Jakob Kautz (en) a probablement contribué à l'édition de Schöffer,.
Le peintre et graphiste Anton Woensam a illustré l'ouvrage de 45 gravures sur bois.
Le format de l'ouvrage est de 45,6 × 34,5 cm.

## Spécimens
- Un exemplaire de la Bible de Worms, restauré en 2008, se trouve à la Bibliothèque de la ville de Worms (cote : Mag-LB 6 = W:Dr 4° 2)[6].
- Un autre exemplaire appartient au Schwenkfelder Library & Heritage Center (en) de Pennsburg aux États-Unis ; Kaspar Schwenckfeld l'a probablement acquis à Strasbourg en 1530[7].